# Hemvärnets Musikkår Guldsmedshyttan
Hemvärnets Musikkår Guldsmedshyttan (HVMK Guldsmedshyttan), är en svensk militär musikkår som ingår i Hemvärnsmusiken och finns belägen i Guldsmedshyttan, Västmanland. 

## Kåren
Guldsmedshyttans Musikkår godkändes 1983 som hemvärnsmusikkår. Musikkåren är godkänd att medverka i högvaktsparaden och har erhållit uppdraget ett antal gånger. De senaste vaktparaderna skedde den 15 och 16 oktober 2022 i Stockholm, vilket var den 25:e och 26:e i ordningen. Hemvärnsmusikkåren är även godkända att genomföra konserter och liknande i utlandet. Vid månadsskiftet augusti-september 2013 åkte kåren till Wittstock, Tyskland, och genomförde spelningar, både i marsch- och konsertform.  Den 9-10 maj 2015 medverkade kåren vid två ceremonier i norska Oslo där man uppmärksammade freden 75 år. Under fem dagar vid månadsskiftet juli-augusti 2016 representerade musikkåren Sverige i Skottland där man genomförde ett antal spelningar, bland annat i samband med The Minden Day.
Musikkåren består idag av cirka 35 medlemmar.
Utöver hemvärnsmusikkåren finns även den civila musikkåren kvar på orten vid namn Guldsmedshyttans Musikkår.

## Bilder

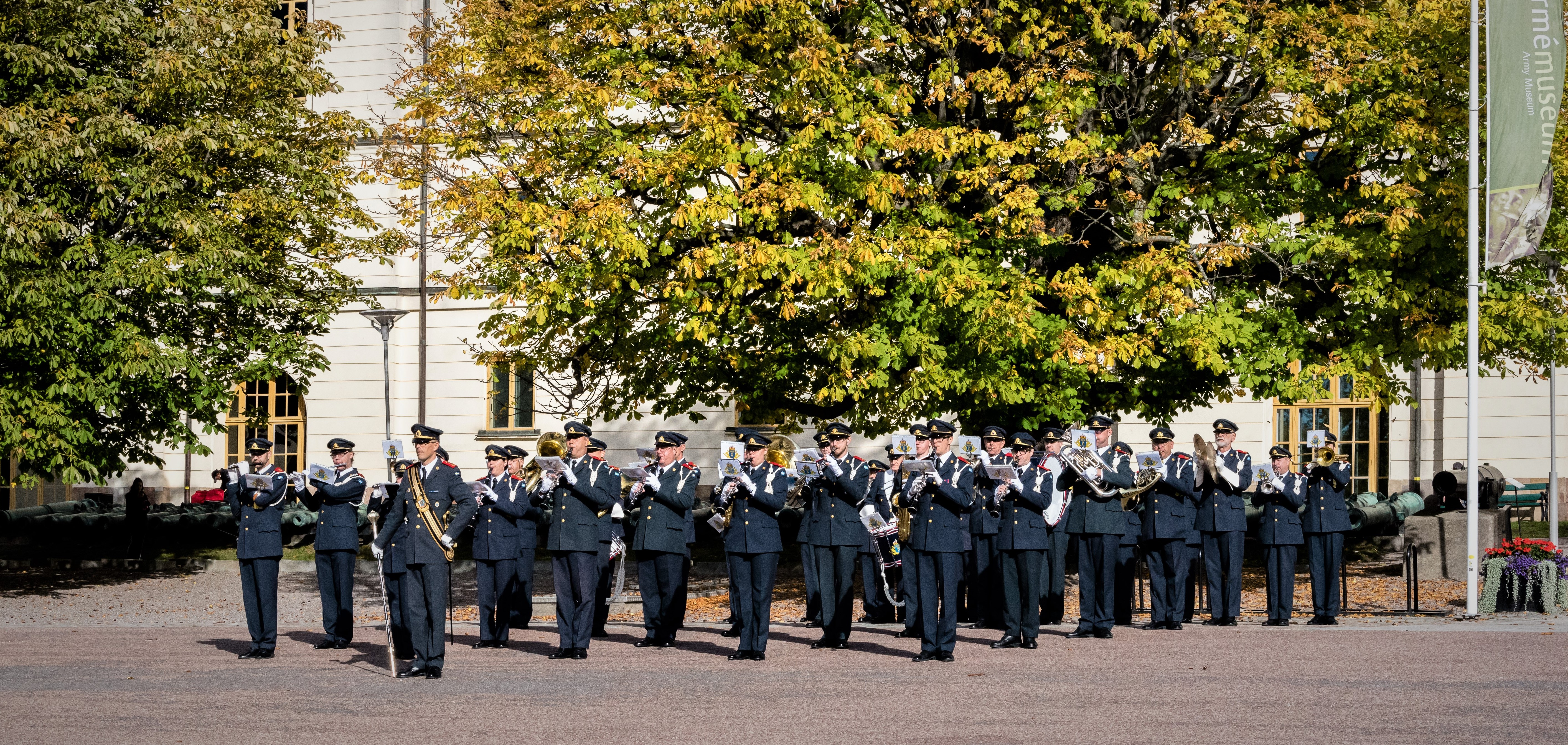
Musikkåren vid Armémuseum i Stockholm i samband med vaktparaden, september 2018.
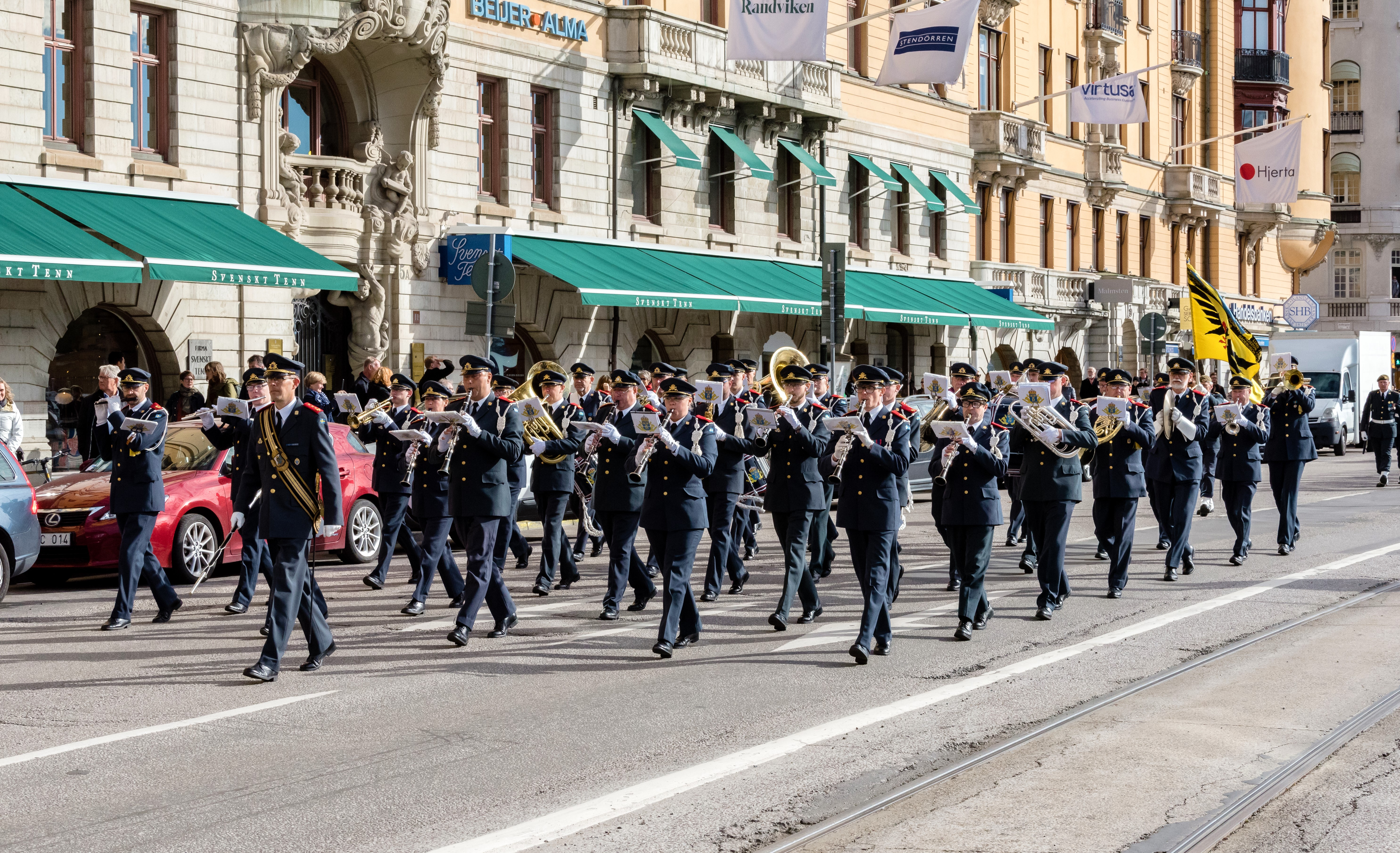
Musikkåren på Strandvägen i Stockholm, september 2018.
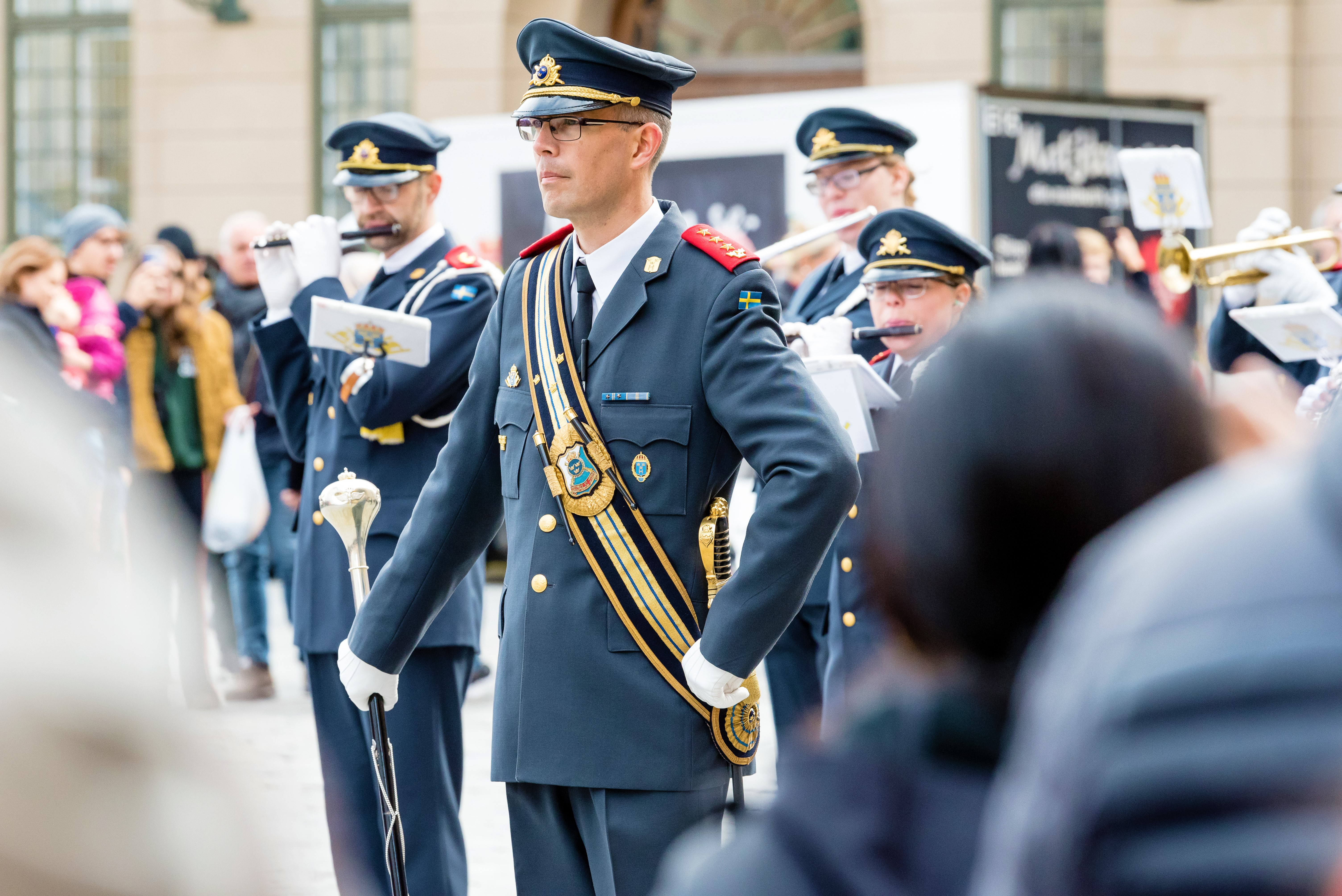
Musikkårens hemvärnstrumslagare, Tommy Lundholm. Här vid Kungliga slottet i Stockholm.